# Saint-Céneri-le-Gérei
Saint-Céneri-le-Gérei è un comune francese di 136 abitanti situato nel dipartimento dell'Orne nella regione della Normandia.

## Storia

### Simboli
Lo stemma è stato adottato all'inizio del 2000.

## Società

### Evoluzione demografica
Abitanti censiti